# Paradox 3: Ewigkeit
Paradox3: Ewigkeit ist ein Science-Fiction-Roman des deutschen Schriftstellers Phillip P. Peterson, welcher 2019 mithilfe der Self-Publishing-Plattform Books on Demand (BoD) veröffentlicht wurde. Der Roman beschreibt eine Mission zu einem von Außerirdischen geschaffenen künstlichen Planeten im interstellaren Leerraum sowie die Aufklärung und Hintergründe von dessen Herkunft. Mit den Romanen Paradox: Am Abgrund der Ewigkeit und Paradox2: Jenseits der Ewigkeit bildet der Roman die Paradox-Trilogie. Der Erfolg des ersten Romans, wie etwa der dritten Platz beim Deutschen Science-Fiction-Preis im Jahr 2016 oder die Nominierung für den Kurd-Laßwitz-Preis im Jahr 2016, führten zu den beiden Fortsetzungen.

## Handlung
Nach ihrer Rückkehr zur Erde mit einem Wurmloch in ein neues Universum ist die Menschheit nicht zur Übersiedlung bereit. China kündigt eine bewaffnete Raumstation im Orbit um das Wurmloch an, welches die Vereinigten Staaten anschließend jedoch mit einer Nuklearwaffe zerstört. Darüber hinaus erfolgt mit einem Teilchenbeschleuniger und Antimaterie ein Angriff auf die das ganze Sonnensystem umhüllende Sphäre, welche daraufhin automatisch einen Angriff auf die Erde beginnt. Ein primordales Schwarzes Loch wird in den Erdkern geschossen und wird den ganzen Planeten innerhalb von eineinhalb Monaten vernichten. Ed, David, Grace und Wendy bekommen Besuch von einer Nachbildung von Stephen Hawking durch die Nanoroboter der Sphäre. Im Austausch für die Erforschung eines abgelegenen und durch den intergalaktischen Leerraum treibenden Planeten, welcher älter als das ganze Universum ist und zu dem die Nanoroboter nicht selbst vordringen können, soll ihnen das zweite Wurmloch ihrer letzten Mission übergeben werden, welches sich in der Zukunft befindet. Alle vier werden erneut durch Quantenteleportation zur Helios befördert und fliegen mit Stephen Hawking zu dem seltsamen Planeten, welcher zweihundert astronomische Einheiten im Radius misst und einem ganzen Universum an Spezies als Lebensraum dienen könnte. Auf der Oberfläche befinden sich tatsächlich verlassene Städte, jedoch scheinen keine davon je bewohnt worden zu sein. Jedoch existieren Transportmittel und eines davon führt direkt ins Zentrum des Planeten. Dabei stellt sich heraus, dass dieser, wie durch den fehlenden Gravitationskollaps zu erwarten gewesen wäre, hohl ist und die Gravitation von einem Schwarzen Loch im Zentrum kommt. Ed, David, Grace und Wendy werden beim Aufprall auf den Ereignishorizont sofort durch eine das Informationsparadoxon verhindernde Wand aus Materie vernichtet. Alle wachen jedoch als digitale Simulationen wieder auf, jedoch ohne Kontakt zu Stephen Hawking, welcher im Orbit des Planeten zurückblieb. Ed fühlt sich nach mehreren Tagen mit Leukämie im Endstadium insbesondere wieder vollkommen lebendig. Ein Botschafter einer anderen außerirdischen Zivilisation, genannt Adam, bestätigt ihnen die Konstruktion des Planeten als Flucht vor dem Big Crunch des eigenen Universums. Inzwischen ist ihnen jedoch die Erweiterung der Äquivalenz zwischen Energie und Masse durch Information gelungen sowie dadurch die Virtualisierung von Raumzeit und der Erstellung eines Quantencomputers nur aus Raumzeit mithilfe von Solitonenlösungen. Da diese mit dem Zusammenbruch ihres Universums immer stärker komprimiert werden und durch schnellere Kommunikation die Rechenleistung steigt, ist ihnen dadurch die Streckung von endlich viel realer Zeit auf unendlich viel subjektive Zeit möglich. Sämtliche Individuen wurden zudem in einem gewaltigen Kollektiv miteinander verschmolzen. Adam trägt Ed die Mission auf, wichtige Daten zu den Konstrukteuren der Sphären zu bringen. David erhält derweil von einer Nachbildung von Albert Einstein das versprochene zweite Wurmloch. Nach der Verabschiedung von Ed und auf dem Flug zurück zur Erde erkennt David vor Grace und Wendy aufgrund des gleichen schnippischen Abschiedskommentars, seine Papiere beiseite zu legen und sich endlich eine Frau zu suchen, dass Albert Einstein von Ed gespielt wurde, welcher aus der Zukunft zurückgekehrt ist. Tatsächlich hat Ed über eine ihm selbst unklare Zeit hinweg, an die Millionen oder Milliarden Jahre, das Universum bereist und sich dann dem Kollektiv angeschlossen. Nachdem dort jede Permutation an Zuständen eingetreten ist und es nichts mehr neues geben kann, wird beschlossen, den Big Crunch zur Entstehung neuer Universen doch geschehen zu lassen, sodass das Ende wieder der Anfang ist.

## Hintergrund
Phillip P. Peterson nennt im Nachwort des Romans als Grundlagen für die wissenschaftlichen Konzepte im Roman die Bücher Black Holes: Thermodynamics, Information and Firewalls von Robert B. Mann, Exploring Black Holes: Introduction to General Relativity von John Wheeler und Edwin Taylor, Gekrümmter Raum und verbogene Zeit von Kip Thorne und Die Physik der Unsterblichkeit von Frank Tipler.